# 鄂国

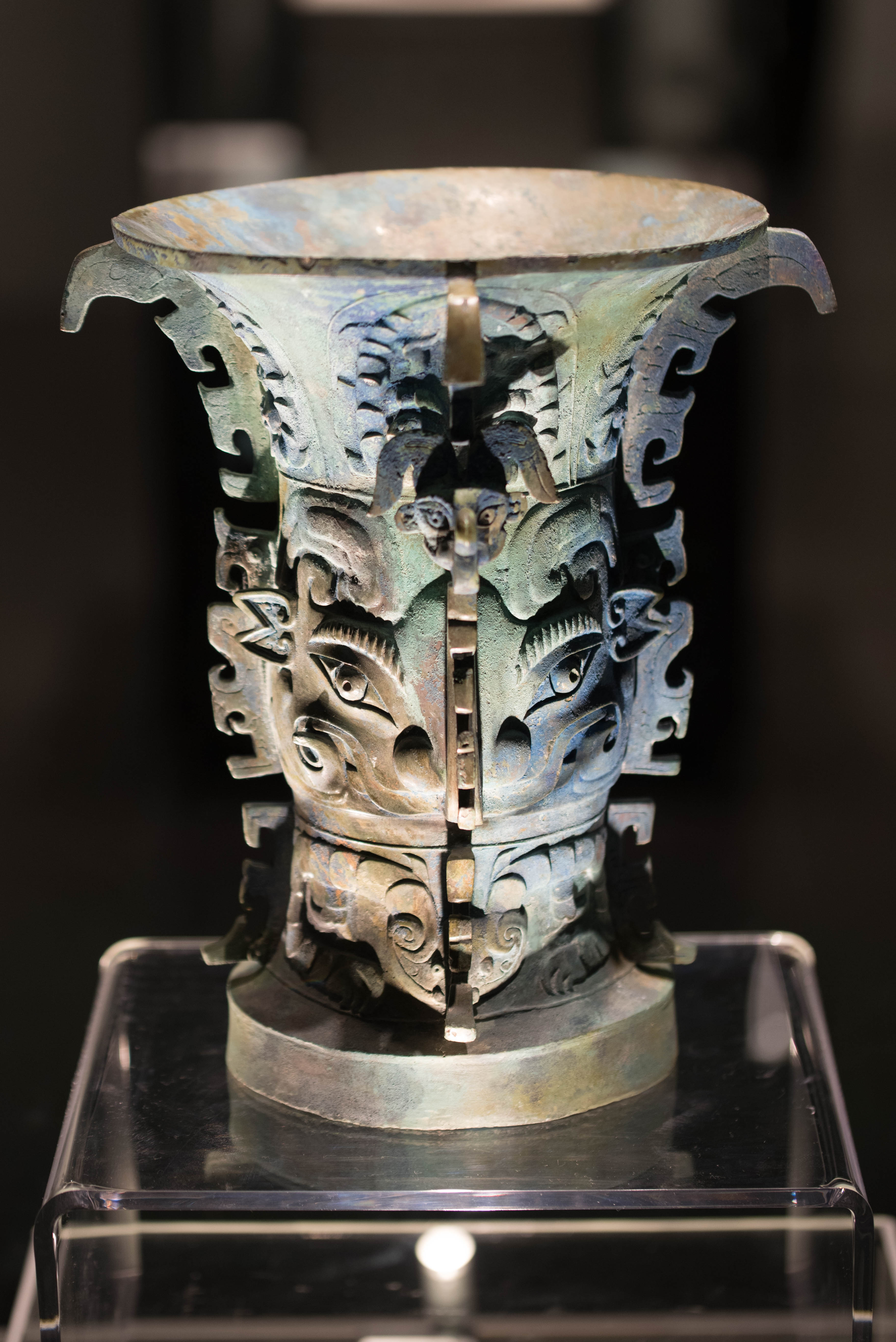
安居羊子山噩国墓地出土兽面扉棱尊

鄂国（约前12世纪-前7世纪），金文作噩国，商周诸侯国，在今河南省南阳市市区、方城县和南召县一带，卧龙区石桥镇为其中心地域。黄帝的姞姓子孙封在鄂国，其国君在商朝位列侯爵。商末，鄂侯在朝中为大臣，与周侯、九侯并列为三公。

## 历史
鄂国是商朝的重要方国，甲骨文表明商王经常前往鄂地狩猎、祭祀。商王辛（帝辛）以鄂侯、九侯、西伯昌为三公。《史记》记载，九侯献女于帝辛，但九侯之女不喜淫，帝辛杀之，并将九侯剁成肉酱，鄂侯犯上强谏，言辞激烈，亦被处死，做成肉干。西周初年，鄂国受到晋国的军事压力，被迫南迁到湖北随州，是为东鄂。周夷王时期，鄂侯将女儿嫁予周王，与周王室联姻。此时王室衰落，诸侯反叛，楚国国君熊渠伐杨越，到达鄂地，封其子熊红为鄂王。鄂国与周王室关系起初十分融洽，是周人在南方的重要盟友，周王通过鄂国达到统治江汉地区的目的，因此鄂国多次参与昭王伐楚的战争。这种关系一直持续到周厉王在位初期，厉王征伐角夷、橘夷，回师途经鄂国，鄂侯驭方设宴款待，与周王共宴、共射，周厉王也十分重视鄂国，赐予鄂侯财物、弓矢和马匹等。

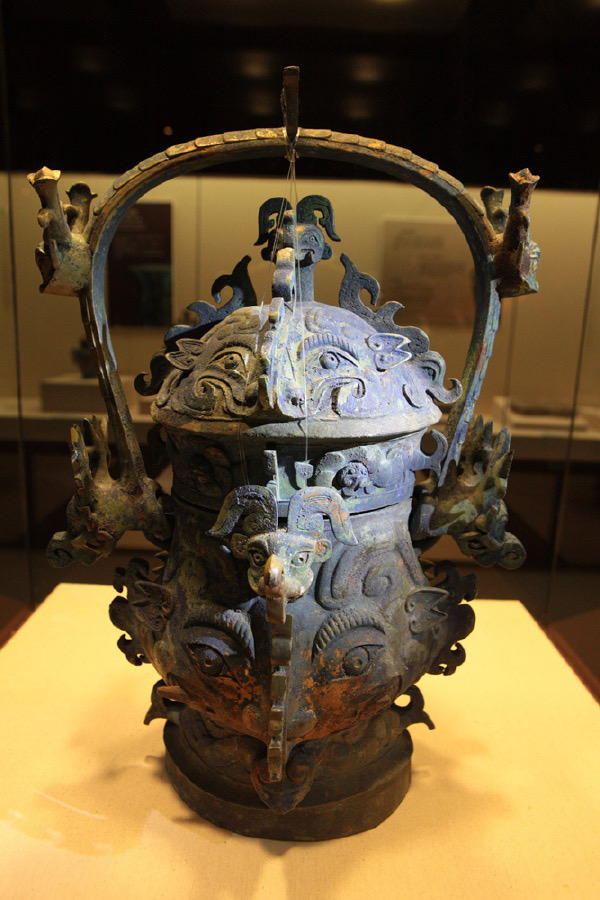
鄂侯提梁㔽

但不久之后，鄂侯驭方与周王室关系急剧恶化，公元前875年，鄂侯驭方率南淮夷、东夷叛周，攻打周朝在东、南方的诸侯国，联军声势浩大，一度近逼成周洛邑。周厉王遣西六师、殷八师伐鄂，但因联军驻守匡地，周军无法取胜，周厉王又遣武公家臣禹率战车100辆，骑兵200名，步兵千人助战，最终击败叛军，俘获鄂侯驭方。周厉王对鄂侯的反叛深恶痛绝，下令攻灭鄂国，其国内男女老幼一并消灭，鄂国从此一蹶不振。楚国熊渠为了免步鄂国后尘，连忙取消三个儿子的王号。夏响铺遗址考古研究表明，经此大劫的鄂国并没有灭亡，而是迁徙到河南南阳东北，仍称鄂国，是为西鄂，且仍具有一定的影响力。春秋初期，大概在楚文王时期，鄂国为楚国所并。

## 君主列表
- 鄂侯？（位列帝辛三公）
- 鄂侯馭方